# Wielerronde van Huijbergen
De Wielerronde van Huijbergen (ook wel Ronde van Huijbergen) is een wielerwedstrijd op de weg door het dorp Huijbergen in de Nederlandse provincie Noord-Brabant. 
De wedstrijd wordt verreden op een plaatselijke omloop van 2500 meter bij het dorp Huijbergen. Start en finish liggen in het dorp. 
De wedstrijd maakt deel uit van de Brabantse Wal Wielerevents. In 2025 is dit klassement toe aan zijn 6e editie. Hierin zitten naast de Wielerronde van Huijbergen ook de Wielerronde van Woensdrecht, 
de Wielerronde van Hoogerheide, de Wielerronde van Putte en de Wielerronde van Ossendrecht. Over deze wedstrijden wordt een algemeen klassement opgemaakt.